# Edsleskogs socken
Edsleskogs socken i Dalsland ingick i Tössbo härad, ingår sedan 1971 i Åmåls kommun och motsvarar från 2016 Edsleskogs distrikt.
Socknens areal är 105,70 kvadratkilometer varav 90,20 land. År 2000 fanns här 345 invånare. Kyrkbyn Edsleskog med sockenkyrkan Edsleskogs kyrka ligger i socknen.   

## Administrativ historik
Socknen har medeltida ursprung.
Vid kommunreformen 1862 övergick socknens ansvar för de kyrkliga frågorna till Edsleskogs församling och för de borgerliga frågorna bildades Edsleskogs landskommun. Landskommunen uppgick 1952 i Tössbo landskommun som 1971 uppgick i Åmåls kommun. Församlingen uppgick 2006 i Fröskog-Edsleskogs församling som 2010 uppgick i Åmåls församling.
1 januari 2016 inrättades distriktet Edsleskog, med samma omfattning som församlingen hade 1999/2000.
Socknen har tillhört län, fögderier, tingslag och domsagor enligt vad som beskrivs i artikeln Tössbo härad. De indelta soldaterna tillhörde Västgöta-Dals regemente och Tössbo kompani.

## Geografi
Edsleskogs socken ligger väster om Åmål kring Käppesjö, Edslan och andra sjöar. Socknen är en kuperad skogsbygd med höjder som i Baljåsen i öster når 301 meter över havet.
I socknen finns två naturreservat. Bräcke ängar har en mycket rik flora och präglas av den gamla odlingskulturen, ängsbruket. Det andra naturreservatet är Klöverud med Dalslands högsta berg, Baljåsen.

## Fornlämningar
Några boplatser och två hällkistor från stenåldern har påträffats, liksom spridda gravar från brons- och järnåldern.

## Namnet
Namnet skrevs 1308 Etläschogh har antagits innehålla ett sjö- eller ånaman, Ätle, 'den svällande'. Kyrkan ligger vid Edslan och ett vattendrag.
Före 1887 skrevs namnet även Hesselskog, Hässelskog.
Vid folkräkningen 1870 skrevs socknen som Edsleskog men namnvarianten Hässelskog fanns också medtagen.

## Befolkningsutveckling
| Befolkningsutvecklingen i Edsleskogs socken 1780–1990                                                   | Befolkningsutvecklingen i Edsleskogs socken 1780–1990 | Befolkningsutvecklingen i Edsleskogs socken 1780–1990 | Befolkningsutvecklingen i Edsleskogs socken 1780–1990 | Befolkningsutvecklingen i Edsleskogs socken 1780–1990 |
| --- | ----------------------------------------------------- | ----------------------------------------------------- | ----------------------------------------------------- | ----------------------------------------------------- |
| |                                                       |                                                       |                                                       |                                                       |
| År |                                                       |                                                       | Folkmängd                                             |                                                       |
| 1780 | 1780                                                  |                                                       | 705                                                   |                                                       |
| 1790 | 1790                                                  |                                                       | 618                                                   |                                                       |
| 1800 | 1800                                                  |                                                       | 753                                                   |                                                       |
| 1810 | 1810                                                  |                                                       | 750                                                   |                                                       |
| 1820 | 1820                                                  |                                                       | 761                                                   |                                                       |
| 1830 | 1830                                                  |                                                       | 889                                                   |                                                       |
| 1840 | 1840                                                  |                                                       | 1 062                                                 |                                                       |
| 1850 | 1850                                                  |                                                       | 1 268                                                 |                                                       |
| 1860 | 1860                                                  |                                                       | 1 371                                                 |                                                       |
| 1870 | 1870                                                  |                                                       | 1 480                                                 |                                                       |
| 1880 | 1880                                                  |                                                       | 1 352                                                 |                                                       |
| 1890 | 1890                                                  |                                                       | 1 193                                                 |                                                       |
| 1900 | 1900                                                  |                                                       | 1 033                                                 |                                                       |
| 1910 | 1910                                                  |                                                       | 825                                                   |                                                       |
| 1920 | 1920                                                  |                                                       | 739                                                   |                                                       |
| 1930 | 1930                                                  |                                                       | 710                                                   |                                                       |
| 1940 | 1940                                                  |                                                       | 637                                                   |                                                       |
| 1950 | 1950                                                  |                                                       | 505                                                   |                                                       |
| 1960 | 1960                                                  |                                                       | 475                                                   |                                                       |
| 1970 | 1970                                                  |                                                       | 317                                                   |                                                       |
| 1980 | 1980                                                  |                                                       | 309                                                   |                                                       |
| 1990 | 1990                                                  |                                                       | 330                                                   |                                                       |
| Anm: Källor: Umeå universitet - Tabellverket 1749-1859, Demografiska databasen, CEDAR, Umeå universitet |                                                       |                                                       |                                                       |                                                       |